# 僕の部屋に音楽がやってきた。
『僕の部屋に音楽がやってきた。』（ぼくのへやにおんがくがやってきた）は、松室政哉のインディーズミニアルバム。

## 解説
- インディーズ時代のライブ会場限定販売作品。
- 現在は廃盤となっている。

## 収録曲
CD-R
1. 僕の部屋に音楽がやってきた。
  - インディーズミニアルバム収録「僕の部屋に音楽がやってきた」の原型となる楽曲。
2. Song about you
  - インディーズシングル「Song about you」収録
3. ハッピーバースデー
4. ヒトリゴト